# تعذر الأداء التعميري
يتسم تعذر الأداء التعميري بصعوبة في بناء الأشياء، أو جمعها أو رسمها، أو فقدان القدرة على ذلك. يُعد تعذر الأداء أحد الاضطرابات العصبية التي تحيل دون قدرة المصاب على أداء المهام أو الحركات على الرغم من فهمه لها، وامتلاكه الإرادة لإكمالها إلى جانب القدرة الجسدية اللازمة لأدائها. قد ينجم تعذر الأداء التعميري عن آفات الفص الجداري التالية للسكتة الدماغية أو قد يمثل مؤشرًا على مرض آلزهايمر.

## العلامات والأعراض
يمثل تعذر القدرة على نسخ الصورة أو رسمها بشكل صحيح أحد أشكال العجز الأساسية لدى مرضى تعذر الأداء التعميري. يظهر الاضطراب اختلافات نوعية بين المرضى المصابين بتلف نصف الكرة المخية الأيسر، وتلف نصف الكرة المخية الأيمن ومرض آلزهايمر.

### تلف نصف الكرة المخية الأيسر
يميل المصابون بتلف نصف الكرة المخية الأيسر إلى حفظ العناصر، والتبسيط الزائد لملامح الرسم وإهمال التفاصيل عند الرسم من الذاكرة. بالإضافة إلى ذلك، من غير المرجح تمكن المرضى المصابين بتلف نصف الكرة المخية الأيسر من ترتيب أجزاء رسمهم بشكل منهجي.

### تلف نصف الكرة المخية الأيمن
يواجه المصابون بتلف نصف الكرة المخية الأيمن صعوبات في تكرار العلاقات المكانية للأشكال المعقدة بشكل صحيح. تتصف عناصر الرسم غالبًا بكونها متفرقة، أو منقولة إلى مواقع أو اتجاهات مختلفة أو متخذة شكلًا قطريًا على الصفحة. نتيجة لذلك، يميل المرضى المصابون بتلف نصف الكرة المخية الأيمن إلى إنتاج رسومات مشوهة أو غير متناظرة متسمة بالإهمال الحيزي النصفي، إي إهمال العناصر الموجودة في جانب واحد من النموذج. اعتُقد في السابق أن المصابين بتلف نصف الكرة المخية الأيمن أكثر عرضة لارتكاب الأخطاء في مهام البناء ثلاثية الأبعاد بنسبة الضعف بالمقارنة مع المصابين بتلف نصف الكرة المخية الأيسر، يُعزى هذا الاستنتاج غير الدقيق إلى التحيز في اختيار المشاركين، إذ استبعد الباحثون الأشخاص المصابين بآفات شديدة في نصف الكرة المخية الأيسر نظرًا إلى معاناتهم من ضعف لغوي موهن. مع ذلك، شملت الدراسات الأشخاص المصابين بآفات شديدة في نصف الكرة المخية الأيمن. قدمت الأبحاث اللاحقة أدلة على غياب أي اختلاف واضح في أداء مهام البناء ثلاثية الأبعاد ما بين مرضى نصف الكرة المخية الأيمن ونصف الكرة المخية الأيسر.

### مرض آلزهايمر
يتميز مرضى الزهايمر المصابون بتعذر الأداء التعميري بأعراض فريدة. تحتوي الرسوم على زوايا أقل، وتعديلات مكانية، ونقص في المنظور وتبسيطات عديدة، إذ يُعد ذلك غير شائع لدى مرضى تلف نصفي الكرة المخية الأيمن والأيسر. تظهر الاضطرابات التعميرية في وقت مبكر من المرض وتزداد سوءًا مع مرور الوقت؛ مع ذلك، قد يستطيع المرضى المصابون بمراحل متقدمة من الزهايمر حتى إنجاز بعض المهام التعميرية. يتأثر الرسم التلقائي بشكل مبكر إذ يعتمد بشكل كبير على الذاكرة الدلالية؛ قد تظهر بالتالي التبسيطات في الرسم نتيجة اضطراب الوصول إلى المعرفة الدلالية. مع تقدم مرض آلزهايمر، تتدهور قدرة المريض على نسخ الأشياء وتزداد احتمالية عدم قدرته على رسم الأشكال بشكل صحيح نظرًا إلى الخسارة الحركية في الذكريات الروتينية.

## لمحة تاريخية
في عام 1934، ميّز كارل كلايست تعذر الأداء التعميري بوصفه اضطرابًا «في النشاطات التكوينية مثل التجميع، والبناء والرسم، التي يفشل فيها الشكل المكاني للنواتج، دون وجود تعذر أداء متعلق بالحركات الفردية». خلال السنوات التالية، تشعب تعريف تعذر الأداء التعميري. اعتبره البعض بمثابة أمر معالجة تنفيذي، بينما رأى آخرون بأنه اضطراب بصري مكاني. نتيجة التعارض في التعريفات، أصبح تعذر الأداء التعميري مصطلحًا شاملًا لوصف أي نوع من أنواع الاضطرابات التعميرية. ما يزال الباحثون المعاصرون مشككين في ملائمة مصطلح «تعذر الأداء» لوصف هذا الاضطراب.